# Brommö Skärgård
Brommö Skärgård este o arie protejată (arie specială de conservare — SAC, sit de importanță comunitară — SCI, arie de protecție specială avifaunistică — SPA) din Suedia întinsă pe o suprafață de 1.810,6 ha, integral pe uscat.

## Localizare
Centrul sitului Brommö Skärgård este situat la coordonatele 58°49′54″N 13°39′09″E / 58.8317°N 13.6526°E.

## Înființare
Situl Brommö Skärgård a fost declarat arie de protecție specială avifaunistică în august 2012 pentru a proteja 9 specii de animale. Alte tipuri de protecție:
- sit de importanță comunitară (în decembrie 1995)
- arie specială de conservare (în martie 2011)[1][3][4]

## Biodiversitate
Situată în ecoregiunea boreală, aria protejată conține 5 habitate naturale: Mlaștini turboase de tranziție și turbării mișcătoare, Ape stătătoare oligotrofe până la mezotrofe, cu vegetație de Littorelletea uniflorae și/sau de Isoëto-Nanojuncetea, Roci stâncoase cu vegetație pionieră de Sedo-Scleranthion sau Sedo albi-Veronicion dillenii, Taiga vestică, Păduri caducifoliate de mlaștină fino-scandinave.
La baza desemnării sitului se află mai multe specii protejate:
- păsări (5): erete de stuf (Circus aeruginosus), cufundar polar (Gavia arctica), vultur pescar (Pandion haliaetus), chiră de baltă (Sterna hirundo), Sterna paradisaea
- pești (4): avat (Aspius aspius), zvârluga (Cobitis taenia), zglăvoacă (Cottus gobio), somonul (Salmo salar)